# Hilary Smart
Hilary Hurlburt Smart (* 29. Juli 1925 in New York City; † 8. Januar 2000 in Weston) war ein US-amerikanischer Segler.

## Erfolge
Hilary Smart nahm an den Olympischen Spielen 1948 in London mit seinem Vater Paul Smart in der Bootsklasse Starboot teil. Mit ihrem Boot Hilarious gewannen sie zwei der sechs Wettfahrten und beendeten die Regatta mit 5828 Gesamtpunkten auf dem ersten Platz, womit sie vor dem kubanischen und dem niederländischen Boot Olympiasieger wurden. Bei Weltmeisterschaften sicherte sich Smart bereits 1947 mit Stan Ogilvy die Silbermedaille und gewann im Jahr darauf mit seinem Vater die Bronzemedaille.
Er studierte an der Harvard University.